# Gonghangganeun gil
Gonghangganeun gil (공항가는 길?, lett. "La strada per l'aeroporto"; titolo internazionale On the Way to the Airport) è una serie televisiva sudcoreana trasmessa su KBS2 dal 21 settembre al 10 novembre 2016.

## Trama
Choi Soo-ah è un'assistente di volo esperta della compagnia AirAsia, sposata con Park Jin-seok, un pilota che controlla ogni aspetto della vita della donna e di quella della loro figlia Park Hyo-eun. Nonostante le proteste, Jin-seok manda Hyo-eun ad una scuola internazionale in Malesia, dove incontra Annie Seo/Seo Eun-woo, la figlia del professore di architettura Seo Do-woo. Annie muore tragicamente cercando di tornare a casa, e le vite di Soo-ah e Do-woo si ritrovano collegate.

## Personaggi
- Choi Soo-ah, interpretata da Kim Ha-neul
- Seo Do-woo, interpretato da Lee Sang-yoon
- Park Jin-seok, interpretato da Shin Sung-rok
- Song Mi-jin, interpretata da Choi Yeo-jin
- Kim Hye-won, interpretata da Jang Hee-jin
Moglie di Do-woo.
- Kim Young-sook, interpretata da Lee Young-ran
- Park Hyo-eun, interpretata da Kim Hwan-hee
- Choi Je-ah, interpretato da Kim Kwon
- Go Eun-hee, interpretata da Ye Soo-jeong
- Annie Seo / Seo Eun-woo, interpretata da Park Seo-yeon
- Min-seok, interpretato da Son Jong-hak
- Mary, interpretata da Oh Ji-hye
- Lee Hyeon-joo, interpretato da Ha Jae-sook
- Han Ji-eun, interpretata da Choi Song-hyun
- Jang Hyun-woo, interpretato da Kim Gyun-woo
- Hong Kyung-ja, interpretata da Jo Kyung-sook
- Hwang Hyun-jeong, interpretata da Kim Sa-hee
- Choi Kyung-sook, interpretata da Song Yoo-hyun
- Park Chang-hoon, interpretato da Kim Sung-hoon
- Kevin Oh, interpretato da Kim Tae-hyung
- Kim Joo-hyun, interpretata da Park Seon-im
- Yang Hye-jin, interpretata da Na Hye-jin
- Lee Seon-young, interpretata da Choi Seo-yeon
- Kang Eun-joo, interpretata da Jung Yeon-joo
- Park Sang-hyeop, interpretato da Lee Jeong-hyuk

## Ascolti
| Episodio | Data di trasmissione | Dati TNMS           | Dati TNMS                  | Dati AGB            | Dati AGB                   |
| Episodio | Data di trasmissione | A livello nazionale | Area metropolitana di Seul | A livello nazionale | Area metropolitana di Seul |
| -------- | -------------------- | ------------------- | -------------------------- | ------------------- | -------------------------- |
| 1        | 21 settembre 2016    | 8,5%                | 9,6%                       | 7,4%                | 7,4%                       |
| 2        | 22 settembre 2016    | 7,1%                | 7,5%                       | 7,5%                | 7,9%                       |
| 3        | 28 settembre 2016    | 7,6%                | 8,1%                       | 9,0%                | 9,3%                       |
| 4        | 29 settembre 2016    | 8,1%                | 9,3%                       | 8,3%                | 8,4%                       |
| 5        | 5 ottobre 2016       | 6,6%                | 6,1%                       | 7,5%                | 7,8%                       |
| 6        | 6 ottobre 2016       | 7,1%                | 7,4%                       | 9,1%                | 9,9%                       |
| 7        | 12 ottobre 2016      | 6,9%                | 6,8%                       | 8,5%                | 8,8%                       |
| 8        | 13 ottobre 2016      | 6,8%                | 6,8%                       | 7,4%                | 8,1%                       |
| 9        | 19 ottobre 2016      | 6,6%                | 6,8%                       | 7,8%                | 8,1%                       |
| 10       | 20 ottobre 2016      | 6,8%                | 7,4%                       | 8,1%                | 8,7%                       |
| 11       | 26 ottobre 2016      | 7,1%                | 6,7%                       | 8,8%                | 10,1%                      |
| 12       | 27 ottobre 2016      | 7,2%                | 7,2%                       | 9,3%                | 9,8%                       |
| 13       | 2 novembre 2016      | 6,7%                | 7,4%                       | 8,5%                | 9,2%                       |
| 14       | 3 novembre 2016      | 6,5%                | 6,5%                       | 9,1%                | 9,4%                       |
| 15       | 9 novembre 2016      | 6,1%                | 6,8%                       | 8,1%                | 8,9%                       |
| 16       | 10 novembre 2016     | 6,5%                | 6,1%                       | 9,3%                | 9,8%                       |
| Media    | Media                | 7,0%                | 7,3%                       | 8,4%                | 8,9%                       |

## Colonna sonora
1. Only You – Morra
2. Knot (매듭) – The Ray
3. Would That Be Alright? (그래도 될까요) – leeSA
4. For Nothing (쓸데없이) – Han Hee-joon
5. City Sunset – Sunwoo Jung-a
6. Separate The Wind (바람을 가르다)
7. On the Way to the Airport (공항 가는 길)
8. Obscured Love (가려진 사랑)
9. In The Memories (추억 속으로)
10. Persona Solitario
11. Autumn Sky (가을 하늘)
12. Soo-ah's Love Song (수아 Love Song)
13. You and Me
14. Sad Memories
15. Love is Coming

## Riconoscimenti
| Anno | Premio               | Categoria                                 | Ricevente                   | Risultato       |
| ---- | -------------------- | ----------------------------------------- | --------------------------- | --------------- |
| 2016 | KBS Drama Awards     | Top Excellence Award, Actor               | Lee Sang-yoon               | Candidato/a     |
| 2016 | KBS Drama Awards     | Top Excellence Award, Actress             | Kim Ha-neul                 | Vincitore/trice |
| 2016 | KBS Drama Awards     | Excellence Award, Actor in a Miniseries   | Lee Sang-yoon               | Vincitore/trice |
| 2016 | KBS Drama Awards     | Excellence Award, Actress in a Miniseries | Kim Ha-neul                 | Candidato/a     |
| 2016 | KBS Drama Awards     | Best Young Actress                        | Kim Hwan-hee                | Candidato/a     |
| 2016 | KBS Drama Awards     | Best Young Actress                        | Park Seo-yeon               | Candidato/a     |
| 2016 | KBS Drama Awards     | Best Couple Award                         | Kim Ha-neul & Lee Sang-yoon | Vincitore/trice |
| 2017 | Paeksang Arts Awards | Best Actress (TV)                         | Kim Ha-neul                 | Candidato/a     |